# Kintueni Yombe
 (juillet 2021).
La mise en forme du texte ne suit pas les recommandations de Wikipédia : il faut le « wikifier ».
Les points d'amélioration suivants sont les cas les plus fréquents :
- Les titres sont pré-formatés par le logiciel. Ils ne sont ni en capitales, ni en gras.
- Le texte ne doit pas être écrit en capitales (les noms de famille non plus), ni en gras, ni en italique, ni en « petit »…
- Le gras n'est utilisé que pour surligner le titre de l'article dans l'introduction, une seule fois.
- L'italique est rarement utilisé : mots en langue étrangère, titres d'œuvres, noms de bateaux, etc.
- Les citations ne sont pas en italique mais en corps de texte normal. Elles sont entourées par des guillemets français : « et ».
- Les listes à puces sont à éviter, des paragraphes rédigés étant largement préférés. Les tableaux sont à réserver à la présentation de données structurées (résultats, etc.).
- Les appels de note de bas de page (petits chiffres en exposant, introduits par l'outil «  Source ») sont à placer entre la fin de phrase et le point final[comme ça].
- Les liens internes (vers d'autres articles de Wikipédia) sont à choisir avec parcimonie. Créez des liens vers des articles approfondissant le sujet. Les termes génériques sans rapport avec le sujet sont à éviter, ainsi que les répétitions de liens vers un même terme.
- Les liens externes sont à placer uniquement dans une section « Liens externes », à la fin de l'article. Ces liens sont à choisir avec parcimonie suivant les règles définies. Si un lien sert de source à l'article, son insertion dans le texte est à faire par les notes de bas de page.
- La présentation des références doit suivre les conventions bibliographiques. Il est recommandé d'utiliser les modèles {{Ouvrage}}, {{Chapitre}}, {{Article}}, {{Lien web}} et/ou {{Bibliographie}}. Le mode d'édition visuel peut mettre en forme automatiquement les références.
- Insérer une infobox (cadre d'informations à droite) n'est pas obligatoire pour parachever la mise en page.

Pour une aide détaillée, merci de consulter Aide:Wikification.
Si vous pensez que ces points ont été résolus, vous pouvez retirer ce bandeau et améliorer la mise en forme d'un autre article.
Kintueni Yombe (autrement appelé Kintueni Kin-Stars, et anciennement Kintueni Sukisa) est un groupe musical tradi-moderne congolais, fondé vers les années 1970 par Kitsusu Mabiala.
Ce groupe transfère les connaissances de l'ethnie Yombe à travers leurs chansons. On peut citer « Malé Malé », « ABCD », « Yuda », et « Kitsona » comme des tubes de cette ossature.

## Discographie
Kintueni Yombe offre sa discographie digitale sur Bandcamp.

### Albums studio
- 1977 : Kintweni Sukisa (Pathé-Marconi)
- Male Male / ABCD (réédité en 2021, Intl. Records)
- 2003 : Yuda (A&D - réédité en 2021, Intl. Records)
- Kidumi (Berger Media)
- 2008 : Kindia Ngamba (Jean-Pierre Ngimbi Productions)
- 2021 : Adieu Maman Marie Tsoni Mbumba (Intl. Records)

### Singles
- 1975 : Macro / Mama
- Ninga-Ninga 2 / Bakala Zoba
- Kabu-Kabu / Makubu-Sana